# Josep Tharrats i Vilà
Josep Tharrats i Vilà   (Girona, 30 de maig de 1886 - Barcelona, 7 de desembre de 1975) fou un industrial i poeta català.
Com a empresari regentà una empresa de fabricació i exportació de mosaics ceràmics i paviments d'art amb seus a Girona, Barcelona i Besiers. Com a poeta va escriure una infinitat de sonets. En va deixar cinc mil d'inèdits, molts d'ells dedicats a glossar monuments i paisatges gironins i va publicar vint llibres de poemes.
La seva obra es caracteritza pel formalisme rigorós i un contingut intel·lectual, intimista, paisatgístic o religiós. Té influències del parnassianisme i de l'obra del poeta italià Gabriele D'Annunzio, que va ser una font permanent d'inspiració per Tharrats, especialment en la seva joventut, i en va traduir algunes obres.
Va ser un gran animador de la vida literària i artística de Girona els tres primers decennis del segle xx. Home adinerat, es va permetre portar a Girona músics com ara Granados, Garreta i Casals. Va fundar i dirigir la revista Cultura i va ser director del mensual Armonia i dels fulls satírics Flirt i Les Voltes.

## Obres

### Poesia
- Les ofrenes espirituals (1924)
- Tàlem (1934)
- Crist (1936)
- Ars musica (1946)
- Hores mediterrànies (1948)
- La glòria de Bach (1950)
- Pau Casals (1951)
- L'art de Wagner (1955)

(entre d'altres)
Poemes presentats als Jocs Florals de Barcelona
- L'Amor che muove il Sole e l'altre stelle. IV Sonets (1917)
- El sentit bíblic en la Natura (1927)
- Paternal (1927)
- La Pasqua en la basílica (1930)
- Els èxtasis (1932)
- La glòria (1933)
- Les revelacions (1933)
- Amor creador (1933)
- La humil corona (1934)
- Urna pentagonal (1934)
- Tàlem (1934)

### Prosa
- Orles (1909)
- Al marge de la vida (1927)